# Režek
Režek je priimek v Sloveniji in tujini. Po podatkih Statističnega urada Republike Slovenije je na dan 1. januarja 2011 v Slovenjiji uporabljalo ta priimek 280 oseb.  

## Znani slovenski nosilci priimka
- Anton Ivan Režek (1867—1946), slovensko-ameriški rimskokatoliški duhovnik, misijonar in zgodovinar
- Boris Režek (1908—1986), smučarski tekač, alpinist in pisatelj
- Borut Režek (1922—1971), pravnik
- Josip Režek (1883—1966), pravnik, politik, novomeški župan
- Juraj Režek (1854—1942), šolnik
- Marija Režek Kambič, umetnostna zgodovinarka, konservatorka
- Mateja Režek (*1971), zgodovinarka
- Gregor Režek (*1991), hokejist

## Znani tuji nosilci priimka
- Adolf Režek (1902—1980), hrvaški kemik (pisal znanstvene prispevke o Šmarjeških Toplicah)
- Ivo Režek (1898—1979), hrvaški slikar in grafik

## Glej še
- priimek Rebek
- priimek Rešek
- priimek Režonja
- priimek Režun
- priimki Rezar, Rezman, Rezelj ...